# Tashi delek

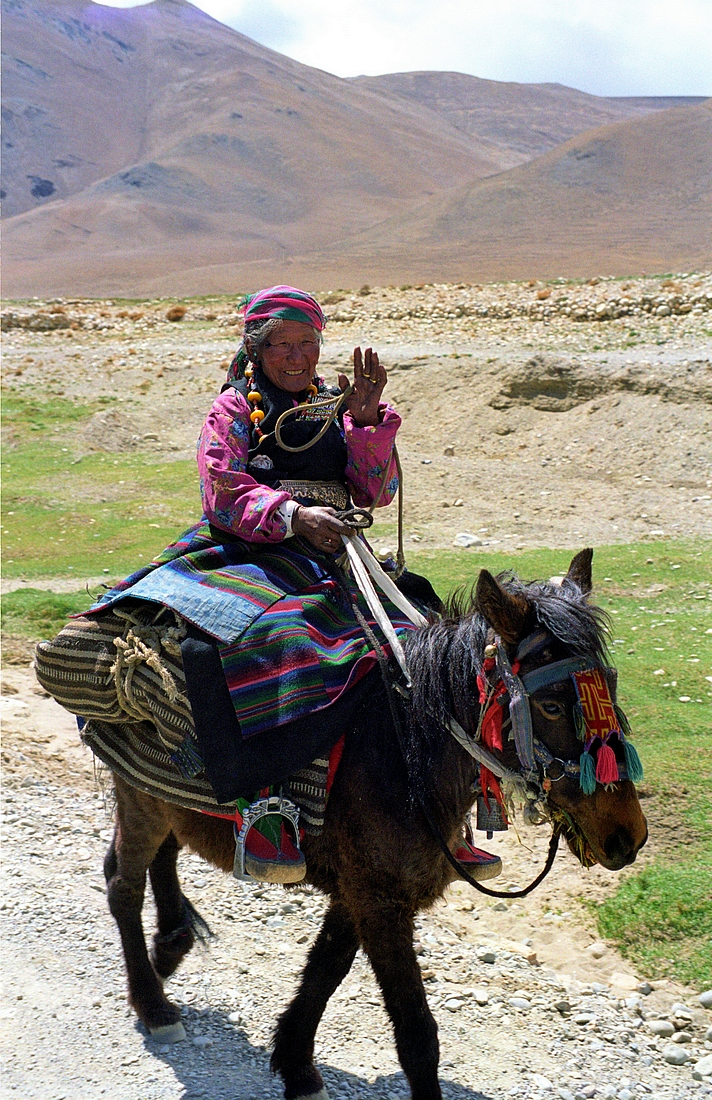
Tashi delek

Tashi delek es una expresión tibetana que se usa en saludos, felicitaciones y deseos de buena suerte. También se usa en Bután de la misma manera. Tashi delek está asociado con Losar, la fiesta del año nuevo lunisolar.

## Origen y significado
Tashi (en tibetano: བཀྲ་ཤིས) significa «auspiciosos», «augurio», y Delek (en tibetano: བདེ་ལེགས) representa «bueno», «bien». Es complicado y quizás imposible traducir correctamente al español. Diversos autores definen esta frase como «Bendiciones y buena suerte» o «Que todos los signos auspiciosos lleguen a este entorno»

## Uso
«Tashi delek» se utiliza tradicionalmente como parte de una invocación más amplia en Losar. Con el exilio del Dalai Lama y la creación de la diáspora tibetana, las autoridades del exilio promovieron el uso de «tashi delek» como un saludo de uso general que los patrocinadores extranjeros podrían captar fácilmente.  A los estudiantes del sistema escolar en el exilio se les enseña que este uso de «tashi delek» tiene raíces en el Tíbet premoderno, y que el uso exclusivo de «tashi delek» por parte de los tibetanos chinos para el Año Nuevo es corrupto.  Los operadores turísticos han promovido la frase, junto con bufandas khata y banderas de oración, como aspectos esencializados y mercantilizables de la cultura tibetana, un hecho que ha causado resentimiento entre algunos tibetanos religiosos.  «Tashi Delek» es el nombre de un sitio web que proporciona información sobre la nación de Bután y promueve el turismo.
La frase «Tashi delek» también se usa en chino con la transcripción china 扎西德勒 Dele (扎西德勒). Hay una canción llamada Zhaxi Dele con letra de Rongzhong Erjia (容中尔甲), un tibetano, y música de Chang Yingzhong (昌 英 中), un chino Han.
La frase también se usa en Bután, Sikkim y regiones de Nepal. Hay una empresa en Bután llamada TashiDelek.com y un Hotel Tashi Delek en Gangtok, Sikkim. La revista a bordo de la aerolínea butanesa Druk Air se llama Tashi Delek.